# Conditionnel passé en français
 (décembre 2016).
Si vous disposez d'ouvrages ou d'articles de référence ou si vous connaissez des sites web de qualité traitant du thème abordé ici, merci de compléter l'article en donnant les références utiles à sa vérifiabilité et en les liant à la section « Notes et références ».
 (juin 2025).
En conjugaison française, le conditionnel passé est une forme du conditionnel qui peut s'exprimer lui-même sous deux « formes » : la 1re et la 2e.

## Formation
- Le conditionnel passé « 1re forme » : auxiliaire être (je serais, tu serais, il serait, nous serions, vous seriez, ils seraient) ou avoir (j'aurais, tu aurais, il aurait, nous aurions, vous auriez, ils auraient) au conditionnel présent, suivi du participe passé du verbe à conjuguer.
- Le conditionnel passé « 2e forme », du point de vue morphologique est le plus-que-parfait du subjonctif : auxiliaire être (je fusse, tu fusses, il fût, nous fussions, vous fussiez, ils fussent) ou avoir (j'eusse, tu eusses, il eût, nous eussions, vous eussiez, ils eussent) au subjonctif imparfait, suivi du participe passé du verbe à conjuguer.

| Verbe        | Conditionnel passé 1re forme                 | Conditionnel passé 2e forme                   |
| ------------ | -------------------------------------------- | --------------------------------------------- |
| Verbe être   | J'aurais été                                 | J'eusse été                                   |
| Verbe avoir  | J'aurais eu                                  | J'eusse eu                                    |
| Verbe manger | J'aurais mangé                               | J'eusse mangé                                 |
| Verbe voir   | J'aurais vu                                  | J'eusse vu                                    |
| Verbe aller  | Je serais allé(e)                            | Je fusse allé(e)                              |
| Exemples     | Tu aurais été grand(e) / Vous seriez mort(e) | Tu eusses été grand(e) / Vous fussiez mort(e) |

## Utilisation
Le conditionnel passé 1re forme est la forme la plus utilisée, la 2e forme étant aujourd’hui réservée à un usage littéraire ou très soutenu. Le conditionnel passé peut servir à :
- Faire une supposition
Il l'aurait tué avec un couteau.
- Exprimer un remords, un regret sur quelque chose qu’on aurait voulu réaliser.
J’eusse dû te le dire plus tôt.

## Terminologie
Plusieurs grammairiens, montrent que ce que l'on appelle abusivement conditionnel passé deuxième forme n'est qu'un emploi modal particulier du subjonctif plus-que-parfait. Dans ce dernier cas, le subjonctif plus-que-parfait est l'équivalent exact d'un conditionnel passé. La différence entre les deux formes réside dans la syntaxe : le subjonctif s'emploie dans une proposition subordonnée conjonctive (après les conjonctions de subordination "que" ou "si" dans une protase hypothétique) ; le conditionnel, lui, s'emploie, dans une proposition indépendante ou principale (comme l'apodose d'un système hypothétique).